# 's-Hertogenbosch (gemeente)

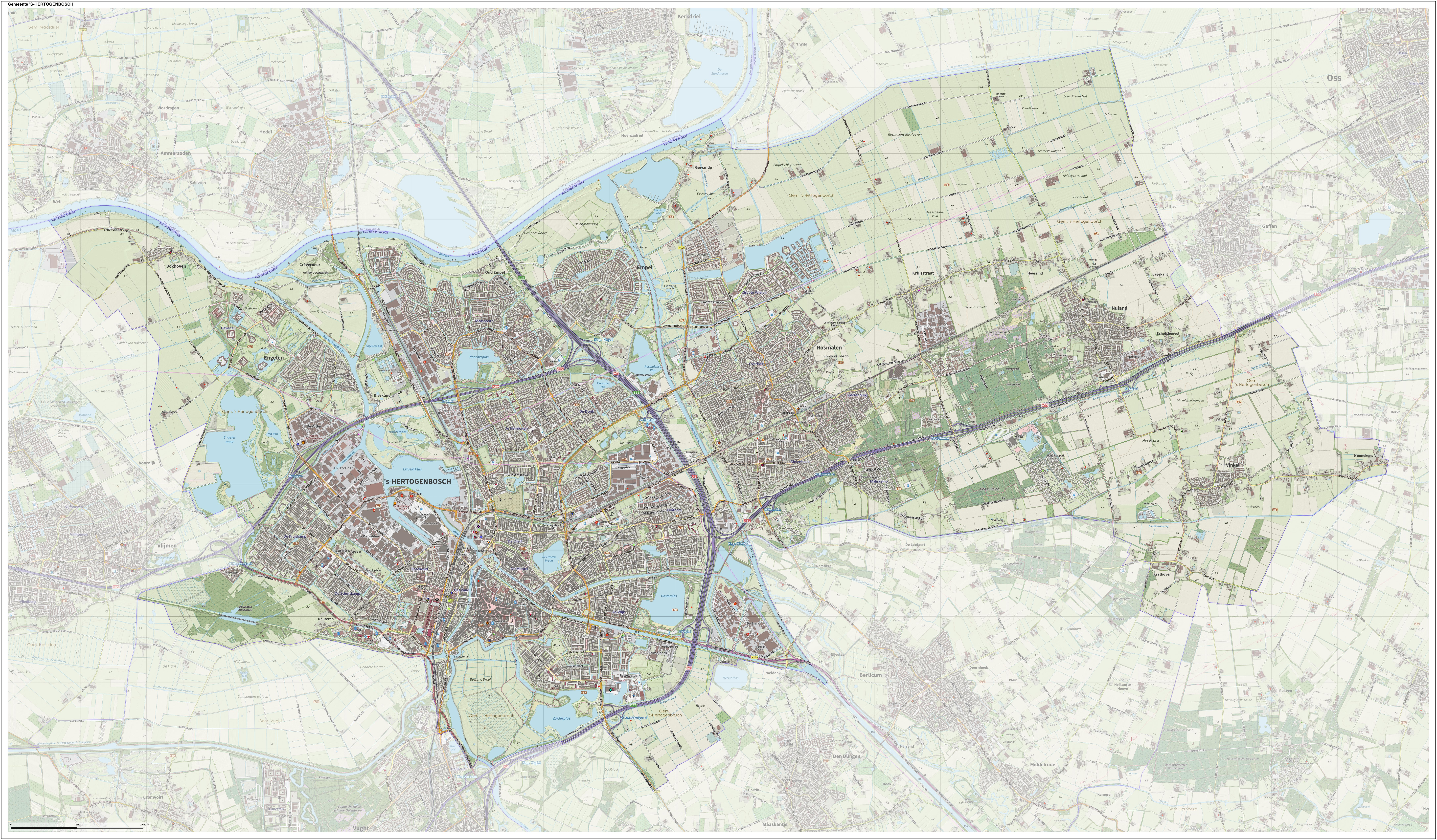
Topografische gemeentekaart van 's-Hertogenbosch, per september 2022

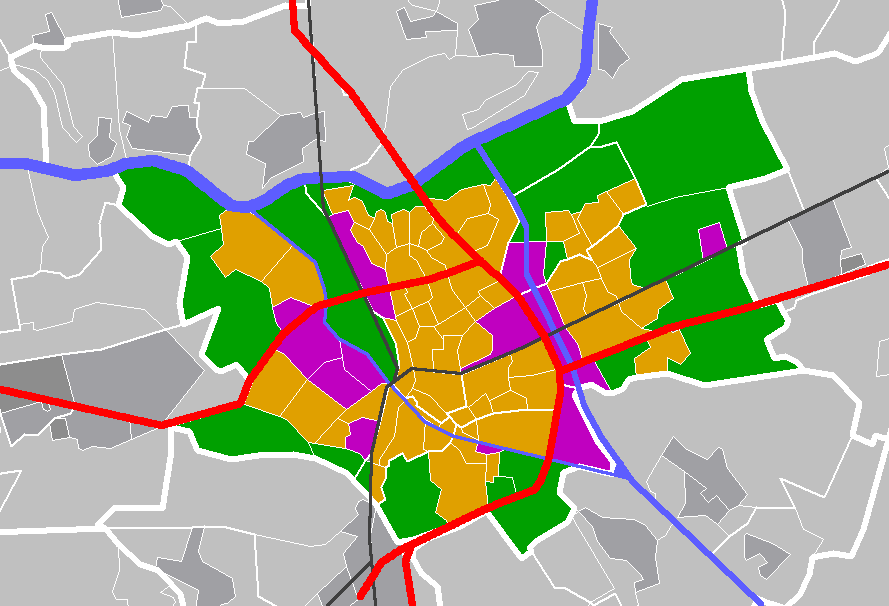
Gemeente 's-Hertogenbosch

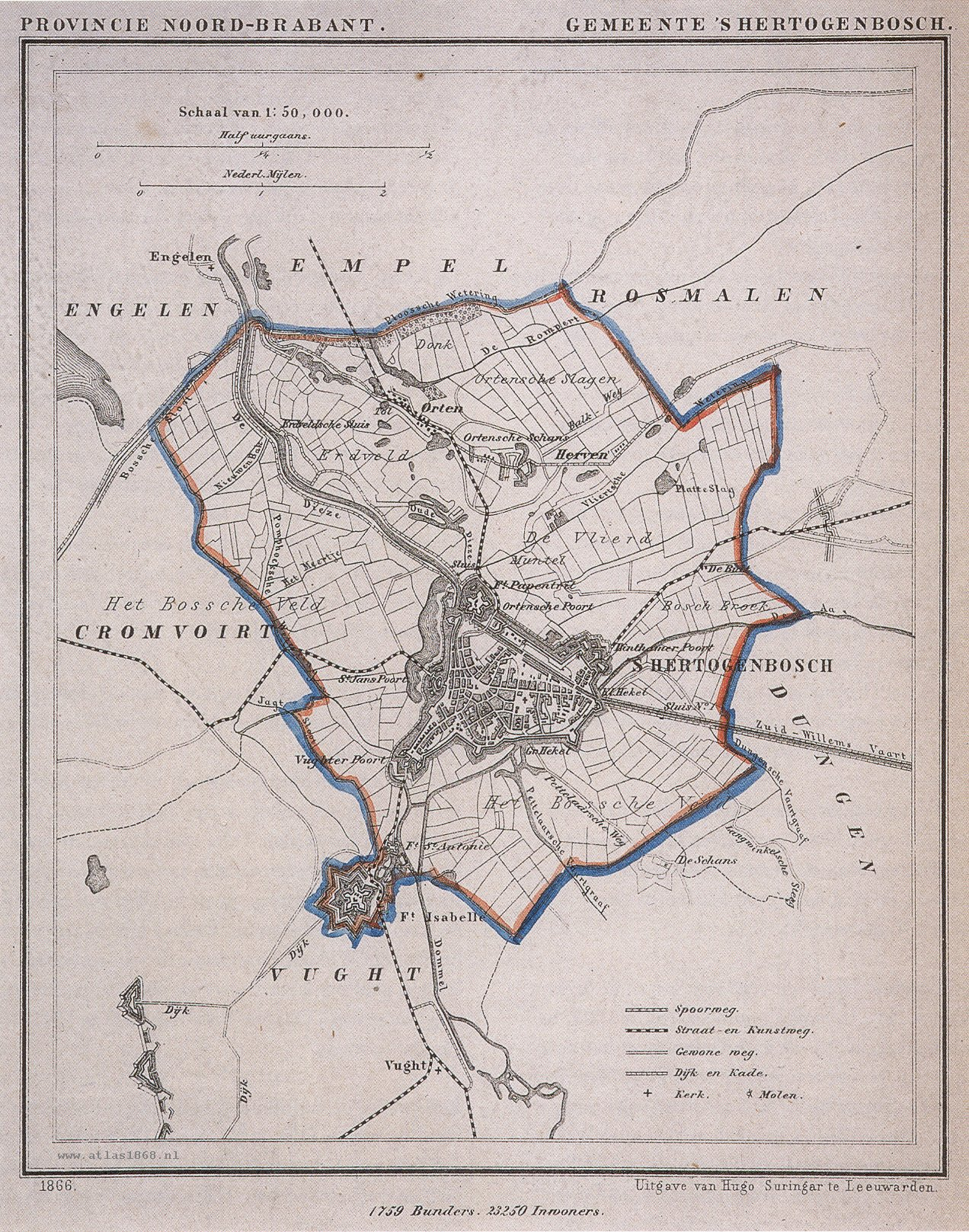
Gemeente 's-Hertogenbosch in 1866

 's-Hertogenbosch (uitspraakⓘ) is een gemeente in de provincie Noord-Brabant. De stad 's-Hertogenbosch is de hoofdplaats van de gemeente en tevens de hoofdstad van Noord-Brabant. De gemeente telt 160.757 inwoners (22 november 2024, bron: CBS) en maakt deel uit van het stedelijk netwerk BrabantStad. In 2022 telde de gemeente 158.863 inwoners.

## Geschiedenis van de gemeente
De gemeente kende in 1933 een eerste gemeentelijke herindeling, toen de gemeente Cromvoirt werd opgeheven. Het gedeelte ten zuiden van de Langstraatspoorlijn kwam bij de gemeente Vught. Deuteren, het gedeelte ten noorden van deze spoorlijn kwam bij de gemeente 's-Hertogenbosch.
In 1971 vond er wederom een gemeentelijke herindeling plaats. De gemeenten Empel en Meerwijk en Engelen werden geannexeerd door de gemeente 's-Hertogenbosch en verloren hun zelfstandigheid. De gemeente Rosmalen werd in 1996 bij de gemeente 's-Hertogenbosch gevoegd. In 2015 zijn de dorpen Nuland en Vinkel van de opgeheven gemeente Maasdonk bij 's-Hertogenbosch gekomen. Het derde dorp van Maasdonk, Geffen, is naar de gemeente Oss gegaan.

## Politiek

### Gemeenteraad
De gemeenteraad van 's-Hertogenbosch bestaat uit 39 zetels. Hieronder de behaalde zetels per partij bij de gemeenteraadsverkiezingen sinds 1994:
| Gemeenteraadszetels        | Gemeenteraadszetels | Gemeenteraadszetels | Gemeenteraadszetels | Gemeenteraadszetels | Gemeenteraadszetels | Gemeenteraadszetels | Gemeenteraadszetels | Gemeenteraadszetels |
| Partij                     | 1994                | 1998                | 2002                | 2006                | 2010                | 2014                | 2018                | 2022                |
| -------------------------- | ------------------- | ------------------- | ------------------- | ------------------- | ------------------- | ------------------- | ------------------- | ------------------- |
| D66                        | 2                   | 2                   | 1                   | -                   | 3                   | 5                   | 5                   | 6                   |
| VVD                        | 4                   | 5                   | 5                   | 5                   | 5                   | 5                   | 5                   | 5                   |
| GroenLinks                 | 3                   | 3                   | 4                   | 5                   | 5                   | 3                   | 4                   | 4                   |
| Rosmalens Belang           | 10                  | 6                   | 6                   | 4                   | 4                   | 5                   | 3                   | 4                   |
| CDA                        | 6                   | 6                   | 6                   | 5                   | 4                   | 5                   | 4                   | 3                   |
| PvdA                       | 6                   | 5                   | 4                   | 8                   | 5                   | 4                   | 3                   | 3                   |
| De Bossche Groenen         | -                   | -                   | -                   | -                   | 12                  | 1                   | 3                   | 3                   |
| SP                         | 2                   | 4                   | 3                   | 5                   | 3                   | 3                   | 3                   | 2                   |
| Leefbaar 's-Hertogenbosch1 | -                   | 2                   | 4                   | 2                   | 2                   | -3                  | 2                   | 2                   |
| Bosch Belang               | 4                   | 4                   | 4                   | 4                   | 4                   | 53                  | 2                   | 1                   |
| Gewoon Ge-DREVEN           | -                   | -                   | -                   | -                   | -                   | -                   | 1                   | 1                   |
| PVV                        | -                   | -                   | -                   | -                   | -                   | -                   | 1                   | 1                   |
| 50PLUS                     | -                   | -                   | -                   | -                   | -                   | -                   | 1                   | 1                   |
| PvdD                       | -                   | -                   | -                   | -                   | -                   | -                   | -                   | 1                   |
| Volt                       | -                   | -                   | -                   | -                   | -                   | -                   | -                   | 1                   |
| VOOR Den Bosch             | -                   | -                   | -                   | -                   | -                   | -                   | -                   | 14                  |
| BVP                        | -                   | -                   | -                   | -                   | -                   | 3                   | 2                   | -                   |
| Trots op Nederland         | -                   | -                   | -                   | -                   | 2                   | -                   | -                   | -                   |
| Stadspartij Knillis        | 1                   | 1                   | 2                   | 1                   | 1                   | -3                  | -                   | -                   |
| AOV/Unie55+                | 1                   | 1                   | -                   | -                   | -                   | -                   | -                   | -                   |
| Totaal                     | 39                  | 39                  | 39                  | 39                  | 39                  | 39                  | 39                  | 39                  |
| Opkomst                    |                     |                     |                     | 51,50%              | 49,53%              | 40,45%              | 51,32%              | 48,30%              |

1: Leefbaar 's-Hertogenbosch deed in 1998 mee onder de naam Politieke Lente'97, in 2002-2010 als Leefbaar 's-Hertogenbosch en Rosmalen en sinds 2018 als Leefbaar 's-Hertogenbosch Paul Kagie
2: de Bossche Groenen deden in 2010 mee met een naamloze lijst
3: Bosch Belang, Leefbaar 's-Hertogenbosch en Stadspartij Knillis hadden in 2014 een gezamenlijke lijst onder de naam Bosch Belang
4: Nam deel onder de naam VOOR Den Bosch Joep Gersjes

### College van B&W
Het college van B&W bestaat na de verkiezingen van 2022 en het vertrek van GoenLinks- wethouder Kâhya in september 2023 uit:
- Jack Mikkers, burgemeester (VVD)
- Mike van der Geld, wethouder (D66)
- Ralph Geers, wethouder (VVD)
- Rick Vermin, wethouder (GroenLinks)
- Roy Geers, wethouder (Rosmalens Belang)
- Marianne van der Sloot, wethouder (CDA)
- Pieter Paul Slikker, wethouder (PvdA)
- Berend van der Ploeg, gemeentesecretaris

Het Stadskantoor 's-Hertogenbosch is gevestigd aan de Wolvenhoek 1 in 's-Hertogenbosch.

## Geografie

### Woonplaatsen (BAG)
| Woonplaats (BAG) | Inwoners 2023 |
| ---------------- | ------------- |
| 's-Hertogenbosch | 112.850       |
| Rosmalen         | 38.450        |
| Nuland           | 4.660         |
| Vinkel           | 2.795         |

### Kernen en wijken
Tot de gemeente 's-Hertogenbosch behoren naast bovenstaande woonplaatsen ook de volgende dorpen en gehuchten: Bokhoven, Deuteren, Dieskant, Empel, Engelen, Gewande, Hintham, Kruisstraat, Maliskamp, Meerwijk, Orthen en Oud-Empel.
De gemeente 's-Hertogenbosch bestaat uit 14 wijken: Binnenstad, De Groote Wielen, Empel, Engelen, Graafsepoort, Maaspoort, Muntel/Vliert, Noord, Rosmalen Noord, Rosmalen Zuid, West, Zuidoost, Nuland en Vinkel

## Ligging
De gemeente ligt in het noorden van de provincie Noord-Brabant. De rivier de Maas is in het noorden de grens van de gemeente en provincie. De gemeente grenst daar aan het Gelderse Maasdriel. In het oosten grenst de gemeente aan Oss en in het zuiden aan Sint-Michielsgestel en Vught. Vlijmen in het westen behoort tot de gemeente Heusden, zodat deze gemeente ook aan 's-Hertogenbosch grenst.
| Aangrenzende gemeenten | Aangrenzende gemeenten | Aangrenzende gemeenten | Aangrenzende gemeenten | Aangrenzende gemeenten |
| ---------------------- | ---------------------- | ---------------------- | ---------------------- | ---------------------- |
|                        |                        | Maasdriel (Gld)        |                        | Oss                    |
|                        |                        |                        |                        |                        |
| Heusden                |                        |                        |                        |                        |
|                        |                        |                        |                        |                        |
|                        |                        | Vught                  |                        | Sint-Michielsgestel    |

## Zustersteden
De zustersteden van 's-Hertogenbosch zijn:
- Trier (Duitsland)
- Leuven (België)

## Verkeer en vervoer
Door de toenemende drukte en de groei van de gemeente, dreigen de wegen rond de gemeente dicht te slibben. Daarom zijn in 2002 maatregelen getroffen om het verkeer beter te laten doorstromen. Van 2006 tot 2010 zijn er werkzaamheden aan de A2 uitgevoerd om die weg uit te breiden naar een 4×2-autosnelweg. De binnenste 2×2-rijstroken zijn voor doorgaand verkeer tussen Utrecht en Eindhoven. De buitenste 2×2-rijstroken zijn bestemd voor regionaal verkeer tussen de stadsdelen en A59-verkeer tussen Waalwijk en Oss. De beide rijbanen van de A2 tussen 's-Hertogenbosch en Zaltbommel zijn verbreed van twee naar drie rijstroken. De Zuid-Willemsvaart is om de stad heen geleid, onder de naam Máximakanaal. Dit kanaal ligt aan de oostkant van de A2, tussen Rosmalen en de stad in.
Binnen de gemeente liggen drie treinstations: 's-Hertogenbosch, 's-Hertogenbosch Oost en Rosmalen. Alle drie de stations liggen aan de spoorlijn Tilburg - Nijmegen en worden, op station 's-Hertogenbosch na, alleen bediend door Sprinters. Station 's-Hertogenbosch ligt eveneens aan de spoorlijn Utrecht - Eindhoven en wordt ook bediend door Intercitytreinen.

## Voorzieningen
De stad bedient de omliggende regio met het Jeroen Bosch ziekenhuis.
's-Hertogenbosch heeft verschillende mogelijkheden voor waterrecreatie. De stad heeft een rechtstreekse aansluiting op en ligging aan de Maas en enkele waterplassen binnen de gemeentegrenzen. De Oosterplas, de Zuiderplas en het Engelermeer profileren zich als de stadsstranden van 's-Hertogenbosch. In de Vinex-wijk De Groote Wielen, in de polder tussen Rosmalen en Empel, is ruimte vrijgemaakt voor water en waterrecreatie.

## Media

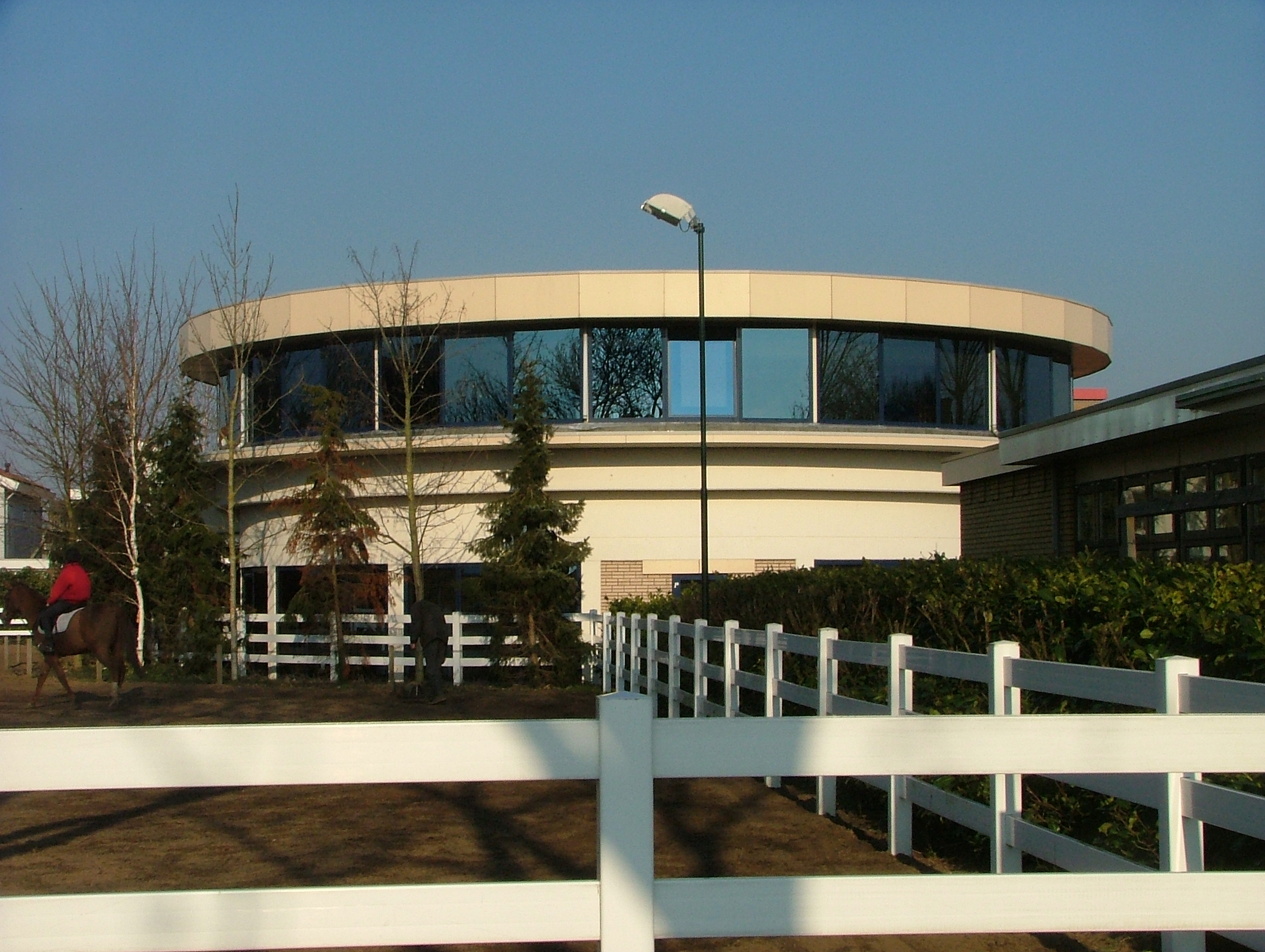
Studio 8FM Brabant

Dtv Den Bosch is de lokale omroep voor de gemeente 's-Hertogenbosch. De Bossche Omroep verschijnt wekelijks als huis-aan-huisblad. 

## Sport
In 's-Hertogenbosch zijn verschillende sportteams op verschillende takken van sport op het hoogste niveau. In de loop der jaren zijn daar verscheidene teams landskampioen geworden. Vooral de kampioenschappen van de dames van Hockeyclub 's-Hertogenbosch spreken boekdelen. Sinds 1998 werd Hockeyclub 's-Hertogenbosch alleen in 2009 geen landskampioen. De basketballers van Heroes Den Bosch zijn sinds 1979 16× landskampioen geweest en zijn daarmee nationaal recordhouders. Ook hebben de rugbyers van Rugbyclub The Dukes en de tennisdames van Bastion Baselaar voor landstitels gezorgd in 's-Hertogenbosch. In het verleden, nog voordat er sprake was van betaald voetbal in Nederland, werd BVV in 1948 landskampioen.
Andere teams uit 's-Hertogenbosch die op het hoogste niveau spelen of speelden zijn bijvoorbeeld de schakers van HMC Den Bosch en de ijshockeyclub Eagles, in 1967 landskampioen. Bekende andere teams zijn de voetballers FC Den Bosch, OJC Rosmalen en de turners Flik-Flak, waar onder anderen Yuri van Gelder en Jeffrey Wammes hun kunsten vertoonden.
Jaarlijks worden in de gemeente 's-Hertogenbosch sportevenementen gehouden zoals Indoor Brabant en het Unicef Open. Tijdens Indoor Brabant wordt voor twee onderdelen gestreden voor de FEI Wereldbeker, te weten dressuur en springen. Het Tennistoernooi van Rosmalen is een grastoernooi dat als voorbereiding geldt voor Wimbledon.
Op zaterdag 20 augustus 2022 was 's-Hertogenbosch startplaats van de tweede etappe (finishplaats Utrecht) van de Ronde van Spanje 2022. De gemeente ’s-Hertogenbosch betaalde hiervoor € 300.000, waarbij de dekking is bepaald uit de budgetten sportevenementen 2019 en 2020 (twee jaar € 100.000,-) en bestuurlijke representatie 2019 en 2020 (twee jaar € 25.000). De resterende € 50.000 kwam uit de reserve themajaren citymarketing. Aanvankelijk stond de Vuelta start in Nederland gepland voor 2020, maar moest in dat jaar worden afgelast vanwege de coronapandemie. In 2022 vond uiteindelijk alsnog de Vuelta start in Nederland plaats, de organisatiekosten waren echter wel gestegen. De gemeente ’s-Hertogenbosch stelde daardoor € 34.000 extra beschikbaar.

## Bekende Bosschenaren

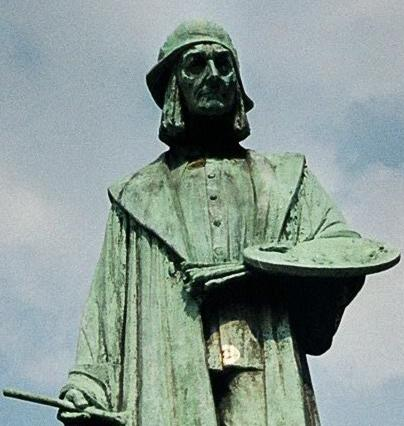
Standbeeld Jeroen Bosch op de Markt

Als men geboren wordt in 's-Hertogenbosch, is men automatisch een Bosschenaar. Dit geldt voor de gehele gemeente. Dit wil dus zeggen, dat iemand die na 1971 in Empel is geboren ook een Bosschenaar is. De bekendste Bosschenaar is Jeroen Bosch, een 15e-eeuwse schilder. Uit 's-Hertogenbosch komt ook een aantal politici, zoals voormalig minister-president Jan de Quay.

## Cultuur

### Monumenten
In de gemeente zijn er een aantal rijksmonumenten en oorlogsmonumenten, zie:
- Lijst van rijksmonumenten in 's-Hertogenbosch (gemeente)
- Lijst van rijksmonumenten in 's-Hertogenbosch (plaats)
- Lijst van gemeentelijke monumenten in 's-Hertogenbosch (gemeente)
- Lijst van oorlogsmonumenten in 's-Hertogenbosch
- Lijst van Stolpersteine in 's-Hertogenbosch

### Kunst in de openbare ruimte
In de gemeente zijn diverse beelden, sculpturen en objecten geplaatst in de openbare ruimte, zie:
- Lijst van beelden in 's-Hertogenbosch